# Mini-ITX

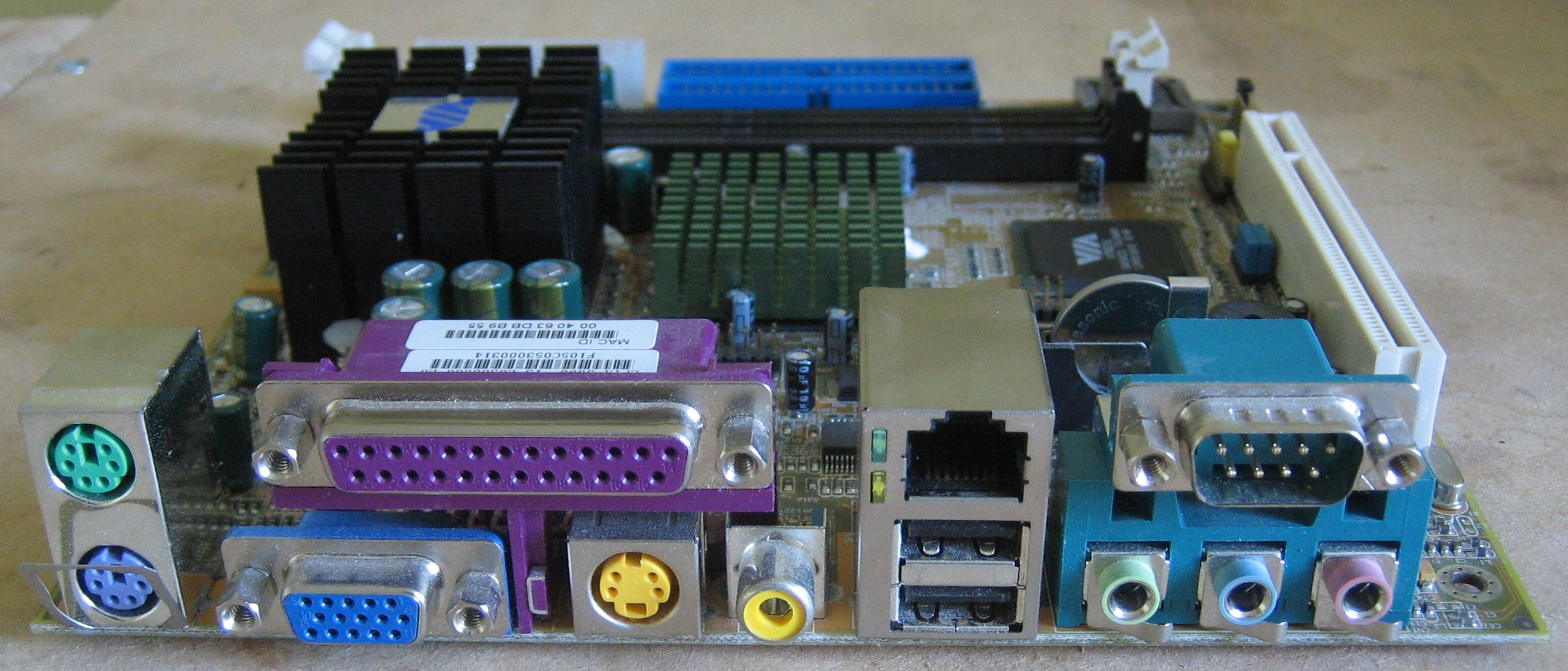
Ett mini-ITX-moderkort.

Mini-ITX är en dimensionsstandard (engelska: Form factor) för datorchassin och moderkort, utvecklad av VIA Technologies. Mini-ITX är kompatibel med ATX och Mini-ATX men är betydligt mindre. Storleken på moderkortet är 170 mm x 170 mm. De flesta av de kommersiellt tillgängliga moderkorten med denna formfaktor använder betydligt mindre effekt än de flesta normala datorsystem. Processorn i Mini-ITX-system är oftast fastlödd direkt på moderkortet, istället för att fästas löstagbart i en sockel. För vissa system gäller att den värme som de genererar kan ledas bort med passiv kylning, vilket gör att en fläkt inte är nödvändig. Sådana system är ofta lämpliga att använda i ett hemmabiosystem, där oljudet som genereras av datorn, och då speciellt fläkten, kan försämra upplevelsen av filmen.
I mars 2001 släppte VIA en referensdesign för ITX-moderkort, med storleken 215 mm x 191 mm. Denna specifikation blev inte så framgångsrik då många andra tillverkare föredrog FlexATX, som har en liknande storlek. På hösten 2001 meddelade VIA att det startade en ny avdelning för tillverkning av moderkort som skulle fokusera på billiga och små kort för inbyggnad. För att konkurrera med FlexATX släpptes samtidigt en referensdesign av Mini-ITX. 
Idag använder hobbyister Mini-ITX för att bygga in datorer i olika föremål där moderkortet får plats, till exempel lådor till gamla klassiska datorer, robotar, leksaker, elektroniska apparater och musikinstrument.